# 6 zile pe Pământ
6 zile pe Pământ (titlu original: 6 giorni sulla Terra) este un film italian SF thriller din 2011 regizat de Varo Venturi. În rolurile principale joacă actorii Massimo Poggio, Laura Glavan și Marina Kazankova. În rolurile secundare joacă actorii Ludovico Fremont, Pier Giorgio Bellocchio și alții. A fost filmat atât în engleză cât și în italiană.
Filmul, inspirat de lucrările chimistului și ufologului Corrado Malanga, a fost selectat pentru a fi prezentat în cadrul celei de-a 33-a ediții a Festivalului Internațional de Film de la Moscova.

## Prezentare
„A fost singur mod prin s-au putut opri războaiele: să creăm o ființă care să poată să ne găzduiască pe toți pe o planetă care să fie o bună piscina genetică. Așadar, voi sunteți produsul celor 13 rase care s-au gândit fiecare la propriul interes creând în voi ceea ce voi numiți "conflict interior". Între cele 13 rase există un război genetic fără limite. Dar în final noi suntem cei care triumfa. Acum sunteți doar ai noștri.”—Hexabor
„Oamenii sunt marele proiect. Prin intermediul unei reprogramări genetice continue noi v-am îmbunătățit. Mileniu după mileniu, viață după viață. Acum sunteți pregătiți să ne primiți definitiv. Suntem destinați să conducem Pământul, să stăpânim peste celelalte râse din întregul univers.”—Hexabor
Dr. Davide Piso este un curajos om de știință care studiază prin hipnoză sute de cazuri ce implică răpiri extraterestre. Cercetătorul decide s-o ajute pe Saturnia, o adolescentă seducătoare care crede că a fost răpită de extratereștri și manifestă o atracție pentru Davide. Dar, după ce este hipnotizată, Saturnia nu mai poate ieși din transă, mai mult iese la suprafață o altă manifestare, cea a lui Hexabor, rege de Ur, o entitate extraterestră din Mesopotamia antică.  Hexabor se consideră o semi-zeitate și vrea să se folosească de o energie specială caracteristică doar oamenilor: sufletul.

## Distribuție
- Massimo Poggio ca Dr. Davide Piso
- Laura Glavan ca Saturnia / Hexabor de Ur
- Marina Kazankova ca Elena
- Ludovico Fremont ca Leo
- Varo Venturi ca Părintele Trismegisto
- Pier Giorgio Bellocchio ca Locotenent Bruni
- Nazzareno Bomba ca Giovanni Cervo
- Emilian Cerniceanu ca Matei
- Francesca Schiavo - Contesa Gotha-Varano
- Giovanni Visentin ca Prințul Gotha-Varano
- Ruby Kammer ca Rita
- Ferdinando Vales ca Doc Enlil
- Daniele Bernardi ca J.J. Enki
- Leon Kammer ca Bill
- David Traylor ca Danny